# Journées mondiales de la jeunesse 2008
Les XXIIIe journées mondiales de la jeunesse 2008 (JMJ 2008) se sont déroulées du 15 au 20 juillet 2008 dans la ville de Sydney en Australie.

## Préparatifs
C'était, avant la confirmation officielle du pape Benoît XVI lors de la messe de clôture des JMJ 2005 le 21 août 2005, la candidature la plus médiatisée. Des fuites, notamment des douze jeunes invités de Benoît XVI la veille, ont permis de savoir ce qui était prévu.
À l'annonce de la décision du pape Benoît XVI, le cardinal archevêque de Sydney, George Pell s’est déclaré enchanté  : « C’est un grand privilège a-t-il dit, de voir les Journées Mondiales de la Jeunesse confiées à l’Église en Australie. Les JMJ se proposent de faire connaître le visage du Christ et la réalité de l’amour de Dieu à la jeunesse du monde. J’espère que de nombreux jeunes d’Australie et du monde viendront et approfondiront leur foi à travers l’expérience des Journées Mondiales de la Jeunesse de Sydney. Sydney est une belle ville et l’Australie un grand pays et j’ai hâte d’accueillir le pape Benoît XVI et la jeunesse du monde pour les JMJ de 2008. Ils sont tous les bienvenus ».
Le cardinal a exprimé sa gratitude à tous ceux dont le travail a aidé à ce que la demande de Sydney soit un succès. « Je suis particulièrement reconnaissant, a dit l’archevêque, de fort soutien des gouvernements fédéral et de l’État de Nouvelle Galles du Sud, et du conseil de la Ville. Le partenariat avec les gouvernements ont clairement été un facteur du succès de notre demande ».
Avant l'annonce officielle, l’acteur et réalisateur Mel Gibson a été sollicité par l’archevêque de Sydney, Mgr George Pell, pour obtenir sa participation en vue de recréer les scènes des dernières heures du Christ dans les rues de Sydney, si la ville était désignée pour l'événement. Les scènes devraient être largement inspirées du film « La Passion du Christ ».
Le 17 juillet 2008, à Sydney-Nord, le pape Benoit XVI a prié sur la tombe de la bienheureuse Mary MacKillop qui en fera la première sainte australien.

## Déroulement
Les JMJ ont eu lieu sur le thème proposé par le Conseil pontifical pour les Laïcs : « Vous allez recevoir une force, celle de l'Esprit Saint qui descendra sur vous. Vous serez alors mes témoins (Ac 1, 8) ».
Les patrons des J.M.J. sont Ste Thérèse de Lisieux, Ste Faustine Kowalska, Ste Maria Goretti, St Pierre Chanel missionnaire martyr sur l'île de Futuna qui fait partie de la France, le bienheureux Peter To Rot né dans l'empire colonial britannique qui est mort martyr, la bienheureuse Mary Mackillop aujourd'hui canonisée, le bienheureux Pier Giorgio Frassati et la Vierge Marie sous le vocable de Notre Dame de la Croix du Sud.
La rencontre des jeunes avec le pape a eu lieu à l'hippodrome de Randwick.
Être « scellés par l’Esprit » cela signifie, en outre, ne pas avoir peur de défendre le Christ, laissant la vérité de l’Évangile pénétrer notre manière de voir, de penser et d’agir, pendant que nous travaillons au triomphe de la civilisation de l’amour. Benoît XVI à Sydney.